# سوازنا كاناليس
سوازنا كاناليس (بالإسبانية: Susana Canales)‏ هي ممثلة إسبانية، ولدت في 5 سبتمبر 1933 بمدريد في إسبانيا وتوفيت بنفس المكان في 22 مارس 2021.

## وصلات خارجية
- سوازنا كاناليس على موقع IMDb (الإنجليزية)
- سوازنا كاناليس على موقع روتن توميتوز (الإنجليزية)
- سوازنا كاناليس على موقع أول موفي (الإنجليزية)
- سوازنا كاناليس على موقع قاعدة بيانات الفيلم (الإنجليزية)